# Джо Волш
Джозеф (Джо) Фідлер Волш (англ. Joe Walsh; нар. 20 листопада 1947) — американський музикант, композитор, продюсер і актор.
Він був членом трьох комерційно успішних груп: James Gang, Barnstorm та Eagles. Також здобув популярність і як сольний виконавець,  і як сесійний рок-музикант. Посів 54-е місце в рейтингу журналу Rolling Stone «100 найкращих гітаристів усіх часів». З грудня 2011 має почесний ступінь із музики від Кентського державного університету.